# William A. Wellman
William Augustus Wellman (Brookline, 29 februari 1896 – Los Angeles, 9 december 1975) was een Amerikaans filmregisseur.

## Levensloop
Tijdens de Eerste Wereldoorlog diende Wellman in het Vreemdelingenlegioen. Vanaf 1919 was hij in Hollywood werkzaam als acteur. Zijn regiedebuut maakte hij in 1923 met de film The Man Who Won. In 1927 won hij met het oorlogsdrama Wings de allereerste Oscar voor Beste Film. Daarnaast worden de misdaadfilm The Public Enemy (1931) en western The Ox-Bow Incident (1943) tot zijn beste films gerekend.

## Filmografie
- 1923: The Man Who Won
- 1923: Second Hand Love
- 1923: Big Dan
- 1923: Cupid's Fireman
- 1924: Not a Drum Was Heard
- 1924: The Vagabond Trail
- 1924: The Circus Cowboy
- 1925: When Husbands Flirt
- 1926: The Boob
- 1926: You Never Know Women
- 1926: The Cat's Pajamas
- 1927: Wings
- 1928: The Legion of the Condemned
- 1928: Ladies of the Mob
- 1928: Beggars of Life
- 1929: Chinatown Nights
- 1929: The Man I Love
- 1929: Woman Trap
- 1930: Dangerous Paradise
- 1930: Young Eagles
- 1930: Maybe It's Love
- 1931: Other Men's Women
- 1931: The Public Enemy
- 1931: Safe in Hell
- 1931: Night Nurse
- 1931: The Star Witness
- 1932: The Hatchet Man
- 1932: So Big!
- 1932: Love Is a Racket
- 1932: The Purchase Price
- 1932: The Conquerors
- 1932: Frisco Jenny
- 1933: Central Airport
- 1933: Lilly Turner
- 1933: Heroes for Sale
- 1933: Midnight Mary
- 1933: Wild Boys of the Road
- 1933: College Coach
- 1934: Looking for Trouble
- 1934: Stingaree
- 1934: The President Vanishes
- 1935: The Call of the Wind
- 1936: Robin Hood of El Dorado
- 1936: Small Town Girl
- 1937: A Star Is Born
- 1937: Nothing Sacred
- 1938: Men with Wings
- 1939: Beau Geste
- 1939: The Light That Failed
- 1941: Reaching for the Sun
- 1942: Roxie Hart
- 1942: Thunder Birds
- 1942: The Great Man's Lady
- 1943: Lady of Burlesque
- 1943: The Ox-Bow Incident
- 1944: Buffalo Bill
- 1945: This Man's Navy
- 1945: The Story of G.I. Joe
- 1946: Gallant Journey
- 1947: Magic Town
- 1948: The Iron Curtain
- 1949: Battleground
- 1949: Yellow Sky
- 1950: The Next Voice You Hear...
- 1950: The Happy Years
- 1951: Across the Wide Missouri
- 1951: Westward the Women
- 1952: My Man and I
- 1953: Island in the Sky
- 1954: The High and the Mighty
- 1954: Track of the Cat
- 1955: Blood Alley
- 1956: Good-bye, My Lady
- 1958: Darby's Rangers
- 1958: Lafayette Escadrille